# Association for Computing Machinery
De Association for Computing Machinery (ACM) is een in de Verenigde Staten gevestigd wetenschappelijk genootschap op het gebied van computers en informatica. Het is opgericht in 1947 en is, met 100.000 leden in 2011, de grootste organisatie ter wereld op dit gebied. Ze is gevestigd in New York.

## Activiteiten
De ACM organiseert congressen en geeft verschillende wetenschappelijke vaktijdschriften uit, waaronder:
- Journal of the ACM,
- ACM Transactions on Computer Systems,
- ACM Transactions on Database Systems,
- ACM Transactions on Graphics,
- ACM Transactions on Information Systems,
- ACM Transactions on Information and System Security,
- ACM Transactions on Internet Technology,
- ACM Transactions on Knowledge Discovery from Data,
- ACM Transactions on Mathematical Software,
- ACM Transactions on Multimedia Computing, Communications, and Applications,
- ACM Transactions on Sensor Networks,
- ACM Transactions on the Web,

alsmede op een groter publiek van beroepsbeoefenaren in de informatica gerichte bladen zoals
- Communications of the ACM en
- ACM Queue

Verder kent de ACM prijzen toe, waaronder de prestigieuze Turing Award, ook wel de "Nobelprijs voor de informatica" genoemd.

## Onderdelen
Veel van de activiteiten van de ACM worden georganiseerd door gespecialiseerde Special Interest Groups:
- SIGACCESS: Accessible Computing
- SIGACT: algoritmes en theoretische informatica (Algorithms and Computation Theory)
- SIGAda: over de programmeertaal Ada
- SIGAPP: Applied Computing
- SIGARCH: computerarchitectuur Computer Architecture
- SIGART: artificiële intelligentie (Artificial Intelligence)
- SIGBED: Embedded Systems
- SIGCAS: Computers and Society
- SIGCHI: Computer-Human Interaction
- SIGCOMM: Data Communication, met:
  - ACM SIGCOMM - Computer Communication Review
- SIGCSE: informatica-onderwijs (Computer Science Education)
- SIGDA: Design Automation
- SIGDOC: Design of Communication
- SIGecom: Electronic Commerce
- SIGEVO: Genetic and Evolutionary Computation
- SIGGRAPH: Computer Graphics and Interactive Techniques
- SIGIR: Information Retrieval
- SIGITE: Information Technology Education
- SIGKDD: Knowledge Discovery and Data Mining
- SIGMETRICS: Measurement and Evaluation
- SIGMICRO: microarchitectuur (Microarchitecture)
- SIGMIS: Management Information Systems
- SIGMM: Multimedia
- SIGMOBILE: Mobility of Systems, Users, Data and Computing
- SIGMOD: Management of Data, met:
  - ACM SIGMOD Record
- SIGOPS: besturingssystemen (Operating Systems)
- SIGPLAN: programmeertalen (Programming Languages)
- SIGSAC: computerbeveiliging (Security, Audit, and Control)
- SIGSAM: wiskunde Symbolic and Algebraic Manipulation
- SIGSIM: computersimulatie (Simulation and Modeling)
- SIGSOFT: software engineering
- SIGSPATIAL: Spatial Information
- SIGUCCS: University and College Computing Services
- SIGWEB: hypertext, hypermedia, en world wide web

Daarnaast heeft de ACM vele tientallen lokale afdelingen.